# .gm
.gm és el domini territorial de primer nivell (ccTLD) de Gàmbia.